# Chuari Khas
Chuari Khas es un pueblo y nagar Panchayat  situada en el distrito de Chamba,  en el estado de Himachal Pradesh (India). Su población es de 3770 habitantes (2011). Se encuentra a orillas del río Ravi.

## Demografía
Según el censo de 2011 la población de Chuari Khas era de 3770 habitantes, de los cuales 1865 eran hombres y 1905 eran mujeres. Chuari Khas tiene una tasa media de alfabetización del 89,28%, superior a la media estatal del 82,80%: la alfabetización masculina es del 94,17%, y la alfabetización femenina del 84,45%.